# Arestor
Arestor – mit. gr. syn jednego z Kuretów Iasusa. Według Pauzaniasza był mężem Myken, córki Inachosa (ii.16.3). Urodziła mu bliźniaki Argosa, pogromcę Echidny oraz Tespiosa z Nemei.